# Аньтун
Аньтун (1245—1293) — монгольский государственный и военный деятель империи Юань, учёный конфуцианец.

## Биография
Аньтун был старшим сыном Батура (†1261), внуком Бола (1197—1228), правнуком Мухали (1170—1223). Его матерью была кунгратка Тэмулун, дочь Алчи-нойона, старшая сестра Чаби, жены каана Хубилая.
Батур состоял в свите Хубилая ещё до того, как тот стал кааном, и Аньтун вырос при монгольском дворе. Уже с ранних лет он выказал интерес к китайской культуре. В возрасте пятнадцати лет Аньтун получил пост одного из командующих в ханской гвардии — кэшике. Этой привилегией пользовались потомки четырёх ближайших соратников Чингис-хана, «четырёх героев» — Мухали, Боорчу, Борохула и Чилауна. Вскоре Аньтун стал одним из приближённых Хубилая.
После того, как Ариг-Буга, младший брат и соперник Хубилая в борьбе за престол, сложил оружие (1264), Аньтуну, несмотря на молодость, было доверено вместе с другими судьями разбирать дело Ариг-Буги и его сторонников. В 1265 году Аньтун был выдвинут на пост ю чэнсяна (правого министра).
В 1275 году был направлен кааном в Среднюю Азию на помощь Номухану, боровшемуся против угэдэида Хайду и чагатаида Барака. Аньтун выяснил, что Номухан не может добиться успеха из-за противоречий в его армии между военачальниками-чингизидами. Втянувшись в эти раздоры и выступив против Тог-Тимура, внука Толуя, Аньтун совершил ошибку. В конце 1276 года заговорщики Тог-Тимур, сын Мункэ Ширеги и сыновья Ариг-Буги Юбукур и Мелик-Тимур захватили в плен Аньтуна, Номухана и его брата Кокочу. Братья были отосланы хану Улуса Джучи Мункэ-Тимуру, Аньтун выдан Хайду.
В 1284 году Аньтун получил свободу и 4 января 1285 года вернулся на должность ю чэнсяна. В качестве ближайшего советника Хубилая он отбирал конфуцианские обряды, которые можно было ввести при дворе. Во внутренней борьбе, раздиравшей юаньское правительство, Аньтун выступал против министров Лу Шижуна и Сангхи.